# Шепітський Гук Малий
Ше́пітський Гук Мали́й — водоспад в Українських Карпатах (масив Покутсько-Буковинські Карпати). Розташований у межах Косівського району Івано-Франківської області, на південний захід від центральної частини села Шепіт. 
Висота водоспаду — 1,5 м. Має один каскади. Утворився в місці, де річка Брустурка (притока Пістиньки) перетинає потужну товщу пісковиків. Водоспад легкодоступний, проте маловідомий.
Неподалік розташовані водоспади Шепітський Гук (заввишки 5 м) і Шепітсько-Брустурський Гук (заввишки 8 м).
Внаслідок червневої повені 2020 р. водоспад обвалився.